# تشارلز فرانسيس لينش
تشارلز فرانسيس لينش (بالإنجليزية: Charles Francis Lynch)‏ (و. 1884 – 1942 م) هو محام، وقاضي من الولايات المتحدة الأمريكية .